# Gymnastes flavitibia
Gymnastes flavitibia är en tvåvingeart. Gymnastes flavitibia ingår i släktet Gymnastes och familjen småharkrankar.

## Underarter
Arten delas in i följande underarter:
- G. f. apicatus
- G. f. flavitibia